# True Romance (田村ゆかりのアルバム)
True Romance（トゥルーロマンス）は、田村ゆかりのコレクションアルバム。2003年3月5日、KONAMIより発売。

## 解説
- 過去にコナミミュージックエンタテインメント以外から発売された曲とキャラクターソングが収録されている他ポリグラム時代に発売された楽曲も数曲収録されている。
- 初回限定盤はスリーブケース仕様となっている。

## 収録曲
1. Angel Pride
  - 作詞：三井ゆきこ、作曲：cota、編曲：広瀬充寿
  - 「エンジェリック・コンサート」オープニングテーマ
2. Love Countdown
  - 作詞：三枝翔、作曲・編曲：山口一久
  - シングル「きっと言える」カップリング曲
3. WE CAN FLY〜Solo Flight〜
  - 作詞：Meg、作曲・編曲：岩﨑元是
  - ラジオ「私たち、翔びます!」テーマソングの田村ゆかり単独バージョン。
4. ブラックダリア
  - 作詞：白峰美津子、作曲：浅井裕子、編曲：米光亮
  - PS用ゲーム「ときめきメモリアル2」イメージソング
5. DAYDREAM
  - 作詞：三枝翔、作曲・編曲：山口一久
  - シングル「REBIRTH 〜女神転生〜」カップリング曲
6. 楽園〜Mei Version〜
  - 作詞：椎名可憐、作曲：MIZUKI、編曲：米光亮
  - PS用ゲーム「ときめきメモリアル2」イメージソング
7. Sweetest Love
  - 作詞・作曲：marhy、編曲：岩崎元是
  - PS用ゲーム「ときめきメモリアル2」イメージソング
8. Sparkle with delight
  - 作詞：三枝翔、作曲・編曲：山口一久
  - ミニアルバム「WHAT'S NEW PUSSYCAT?」収録曲
  - TVK「おつむのオムツ」オープニングテーマ
9. CATCH MY EYES
  - 作詞：白峰美津子、作曲：山崎利明、編曲：米光亮
  - PS用ゲーム「ときめきメモリアル2」イメージソング
10. まぶしさ
  - 作詞・作曲・編曲：志倉千代丸
  - PS用ゲーム「Memories Off」イメージソング
11. My life is great
  - 作詞：椎名可憐、作曲・編曲：広瀬充寿
  - PS用ゲーム「ときめきメモリアル2 Substories〜Leaping School Festival〜」イメージソング
12. 輝きの季節
  - 作詞：三枝翔、作曲・編曲：山口一久
  - テレビ東京「渋谷でチュ！」オープニングテーマ
13. 指切りしよう
  - 作詞：田口俊、作曲：古池孝浩、編曲：御代川昌史
  - PS用ゲーム「トゥルーラブストーリー2」イメージソング
14. Trust me, trust you〜Yukari Version〜
  - 作詞・作曲・編曲：松浦有希
  - 声優ユニットやまとなでしこの曲の田村ゆかり単独バージョン。
15. メロディーフラワー
  - 作詞：椎名可憐、作曲：cota、編曲：広瀬充寿
  - 「エンジェリック・コンサート」エンディングテーマ